# Nicolas Gombert
Nicolas Gombert (* um 1495 in La Gorgue bei Lille (unsicher); † um 1560 in Tournai) war ein franko-flämischer Komponist und Sänger der Renaissance.

## Leben und Wirken
Da der Familienname des Komponisten in dem Dorf La Gorgue westlich von Lille öfters vorkommt, spricht dies nach Ansicht von Musikhistorikern für eine mögliche Abstammung von dort; Belege gibt es dafür jedoch nicht. Der Musiktheoretiker Hermann Finck berichtet in seiner Practica musica (1556), dass Gombert ein Schüler von Josquin Desprez († 1521) gewesen sei, welcher seit 1504 im etwa 40 km entfernt gelegenen Condé-sur-l’Escaut Propst gewesen ist. Auch Gomberts Trauermusik Déploration „musae Jovis“ auf Josquins Tod unterstützt eine solche Annahme. Weitere Informationen über seinen Lebensweg vor dem Eintritt in die Kapelle Karls V. 1526 sind nicht vorhanden. Weil er aber kirchliche Pfründen in Béthune, Courtrai, Metz und Tournai besaß, besagt dies, dass er Kleriker gewesen ist.
Der Name Gomberts erscheint erstmals in einem von Karl V. in Granada unterzeichneten Dokument vom 2. Oktober 1526, in dem er als Sänger in Karls Hofkapelle benannt wurde; in den ersten drei Jahren bis 1529 hielt er sich mit dieser Kapelle in Toledo, Sevilla, Granada, Valladolid, Valencia und Madrid auf, weil die Kapelle den Kaiser auf dessen Reisen begleitete. 1529 wurde der Komponist zum maitre des enfants ernannt. Kapellmeister waren zu dieser Zeit Adrien Thibault und später Thomas Crécquillon. Als Meister der Chorknaben war Gombert für die musikalische und stimmliche Ausbildung der Knaben verantwortlich sowie für ihre Erziehung, ihre Unterbringung und ihr Wohlergehen. Der Chor bestand um diese Zeit aus 14 Erwachsenen, einem Organisten, einem „Souffleur“ (Kalkant oder Blasebalgtreter der Orgel) und etwa zwölf Chorknaben. Weitere Reisen mit der Hofkapelle führten Gombert im Jahr 1530 nach Bologna, Mantua, Innsbruck, München und Augsburg. Im darauf folgenden Jahr kam es zu Aufenthalten in Köln und in den so genannten Spanischen Niederlanden, anschließend in Regensburg. Ab 1532 hielt sich Gombert wieder für längere Zeit in Spanien auf.
Während Karl V. 1533 einen Feldzug gegen Tunis unternahm, rekrutierte Gombert in den Niederlanden weiteres Personal für die Hofkapelle und kehrte 1537 mit etwa 20 erwachsenen Sängern und Chorknaben, einem Lateinlehrer, einigen Kuraten und einem Organisten nach Valladolid zurück. Das letzte größere Ereignis, an dem er teilgenommen haben könnte, war das Treffen der drei größten europäischen Hofkapellen in Aigues-Mortes im Jahr 1538; dies waren die päpstliche Kapelle von Paul III., die französische Hofkapelle von König Franz I. und die von Karl V. Nach 1538 erscheint Gomberts Name nicht mehr in den Rechnungen des kaiserlichen Hofs; in dem Rechnungsbuch vom 28. Dezember 1540 erscheint Cornelius Canis an seiner Stelle. Der italienische Humanist Hieronymus Cardanus (1501–1576) schreibt hierzu in zwei seiner Veröffentlichungen, dass Gombert wegen sexueller Vergehen an einem der Chorknaben zu einer Galeerenstrafe verurteilt worden war. Durch die Widmung einer Kompositionsreihe erwirkte er später, nach Annahme von Cardanus, bei Karl V. seine Begnadigung. Lange Zeit haben Musikhistoriker die acht Magnificat-Zyklen für das Gnadengesuch Gomberts gehalten; inzwischen sprechen ein Brief Gomberts an Ferrante I. Gonzaga von 1547 und andere zeitliche Bezüge mehr dafür, dass das erste Buch der vierstimmigen Motetten, erschienen in Venedig 1539, diese Begnadigung bewirkte und Gombert die Strafe vielleicht gar nicht erst antreten musste. Auch ist die Fülle der nach 1540 erschienenen Motettendrucke ohne die Mitwirkung des Komponisten schwer vorstellbar.
Gombert bezeichnete sich in dem erwähnten Brief von 1547 als Kanoniker in Tournai, wo er seit 1534 eine kirchliche Sinekure innehatte. Sein Name erscheint nicht in der Liste der Geistlichen, die in Tournai Messen gelesen haben, und er übte wohl keine priesterlichen Funktionen mehr aus. Hier dürfte er Pierre de Manchicourt kennen gelernt haben, der 1545 Kapellmeister an der dortigen Kathedrale und Lehrer der Chorknaben war. Der Musiktheoretiker Hermann Finck hatte in seiner Practica musica 1556 noch von einem lebenden Komponisten gesprochen, während Cardanus (1561) und später der Schriftsteller Lodovico Guicciardini in seiner Descrizione de tutti i Paesi Bassi (Antwerpen 1566) Gombert zu den Verstorbenen gerechnet haben.

## Bedeutung
Nicolas Gombert gehört zusammen mit Adrian Willaert, Jacobus Clemens non Papa und weiteren franko-flämischen Komponisten zu den herausragenden Meistern geistlicher Musik in der Zeit zwischen Josquin und Orlando di Lasso. Die Aneignung und Bewältigung von Josquins Kompositionstechniken durch Gombert trug entscheidend dazu bei, dass diese für die Komponisten der 2. Hälfte des 16. Jahrhunderts zum richtungweisenden Maßstab geworden ist. Er kann als einer der größten Meister des Kontrapunkts im 16. Jahrhundert gelten; er schreibt melodisch weit ausgreifende Linien ohne prägnante rhythmische Gliederung und setzt sich so in einen gewissen Gegensatz zur Schreibweise Josquins. Sein imitatorisch reicher, kaum durch Pausen und ausgeprägte Kadenzen unterbrochener Stil ist für viele seiner Zeitgenossen, insbesondere Clemens non Papa, vorbildlich geworden. Seine Schreibweise ist in den von ihm bearbeiteten Gattungen auffallend konstant und zeichnet sich durch die Einheit des Satzes und die Gleichwertigkeit aller Stimmen aus, so dass der Gegensatz zwischen Haupt- und Nebenstimmen, aber auch zwischen musikalischem Thema und freien Kontrapunktstimmen fast ganz aufgehoben wird.
Mit Ausnahme von zwei Messen, denen ein liturgischer Cantus firmus zu Grunde liegt, benutzt Gombert in dieser Gattung die Parodietechnik, wobei er auf Vorlagen von Matthaeus Pipelare, Philippe Verdelot, Noel Bauldeweyn, Jean Richafort und eigene Motetten zurückgreift. Bei seinen über 160 Motetten zeigt Gombert eine vollstimmige, durchimitierende Schreibweise; mehr als ein Viertel dieser Kompositionen thematisiert die Marienverehrung. In direktem Bezug zu höfischen Ereignissen stehen relativ wenige seiner Motetten. Zur Gattung der Evangelienmotetten brachte Gombert wichtige Beiträge. Claudio Monteverdi schrieb am Anfang des 17. Jahrhunderts auf der Vorlage von Gomberts Motette „In illo tempore“ seine sechsstimmige Messe a cappella, die 1610 zusammen mit der Marienvesper gedruckt wurde. Die acht Magnificat-Vertonungen Gomberts verbinden die betreffenden liturgischen Konventionen mit höchstem künstlerischen Anspruch. Die meisten der über 70 Chansons des Komponisten unterscheiden sich stilistisch nur wenig von seinen Motetten, und nur einige wenige sind im mehr homophonen Pariser Stil gehalten.

## Werke
Gesamtausgabe: Nicolas Gombert. Opera omnia, herausgegeben von Joseph Schmidt-Görg, Rom bzw. ohne Ortsangabe 1951–1975 (= Corpus mensurabilis musicae VI, 1–11; Band 1–3: Messen und Credo, Band 4: Magnificat, Band 5–10: Motetten, Band 11: Chansons).
In der folgenden Liste steht jeweils das Jahr der Erstveröffentlichung; ohne Jahreszahl: Werk ist handschriftlich überliefert.
- Messen und Credo
  - Missa „Quam pulchra es“ zu sechs Stimmen (1532)
  - Missa „Da pacem“ zu vier Stimmen (1532)
  - Missa „Sancta Maria succurre miseris“ zu vier Stimmen (1540)
  - Missa „Media vita“ zu fünf Stimmen (1542)
  - Missa „Sur tous regretz“ zu fünf Stimmen (vielleicht zur Krönung Karls V. zum Kaiser am 24. Februar 1530 in der Kirche San Petronio zu Bologna, im Druck 1542 mit dem Titel „A la Incoronation“)
  - Missa „Philomena praevia“ zu fünf Stimmen (1542)
  - Missa „Dulcis amica“ (1556)
  - Missa „Je suis desheritée“ zu vier Stimmen (1557)
  - Missa „Beati omnes“ zu vier Stimmen
  - Missa tempore paschali zu sechs Stimmen
  - Credo zu acht Stimmen
- Magnificat-Kompositionen (alle zu vier Stimmen)
  - Magnificat primi toni
  - Magnificat secundi toni
  - Magnificat tertii et octavi toni
  - Magnificat quarti toni
  - Magnificat quinti toni
  - Magnificat sexti et primi toni
  - Magnificat septimi toni
  - Magnificat octavi toni
- Buch I der vierstimmigen Motetten (Venedig 1539)

- - „Aspice Domine quia facta est“
  - „Ave regina caelorum“
  - „Ave sanctissima Maria“
  - „Dicite in magni“
  - „Dignare me laudare te“
  - „Domine, pater et Deus vitae meae“
  - „Domine si tu es jube“
  - „Duo rogavi te Domine“
  - „Ecce nunc tempus acceptabile“
  - „Fidelium Deus omnium conditor“
  - „Fuit homo missus“
  - „Inter natos mulierum“
  - „Levavi oculos meos“ (auch Jean Richafort zugeschrieben)
  - „Miserere pie Jesu“
  - „O gloriosa Dei genitrix“
  - „O gloriosa domina Dei genitrix“
  - „Quae est ista, quae processit“
  - „Quam pulchra es et quam decora“
  - „Saluto te sancta virgo Mariae“
  - „Salvum me fac Domine“
  - „Super flumina Babylonis“
  - „Venite filii, audite me“

- Buch I der fünfstimmigen Motetten (Venedig 1539)

- - „Adonai Domine Jesu Christe“
  - „Anima mea liquefacta est“
  - „Anima nostra sicut passer“
  - „Audi filia et vide“
  - „Ave Maria“
  - „Ave mater matris Dei“
  - „Ave sanctissima Maria“
  - „Beati omnes qui timent Dominum“
  - „Domine Deus omnipotens pater“
  - „Ego flos campi“
  - „Emendemus in melius“
  - „Gaudeamus omnes et laetemur“
  - „Haec dies quam fecit Dominus“
  - „Hodie beata virgo Maria“
  - „Inviolata integra et casta“
  - „Judica me Deus“
  - „Laus Deo, pax vivis“
  - „O beata Maria“
  - „O flos campi“
  - „Pater noster“
  - „Tota pulchra es“
  - „Tribulatio et angustia“ (nach Philippe Verdelot)
  - „Tu Deus noster“
  - „Vias tuas Domine“

- Buch II der vierstimmigen Motetten (Venedig 1541)

- - „Averte oculos meos“
  - „Beata Mater, et innupta Virgo“
  - „Cur quisquam corradat opes“
  - „Domine non secundum peccata nostra“
  - „Ergo ne vitae quod super est meae“
  - „Fac tibi mortales“
  - „Miserere nostri, Deus omnium“
  - „O Domina mundi“
  - „Quidquid appositum est“
  - „Reminiscere miserationum tuarum“
  - „Salve, Regina“
  - „Salve regina“ / „Ave regina“ / „Inviolata, integra et casta es“ / „Alma Redemptoris mater“
  - „Sancta Maria mater Dei“
  - „Sancta Alphonse“
  - „Si ignoras te o pulchra“
  - „Surge, Petre“
  - „Vae, vae Babylon“
  - „Vita, dulcedo“

- Buch II der fünfstimmigen Motetten (Venedig 1541)

- - „Ad te levavi oculos meos“
  - „Ave regina caelorum“
  - „Caeciliam cantate pii“
  - „Cantemus virgini canticum novum“
  - „Conceptio tua Dei genitrix“
  - „Confitebimur tibi, Deus“
  - „Da pacem Domine“
  - „Hodie nata es Virgo Maria“
  - „Hodie nobis caelorum Rex“
  - „Hortus conclusus es Dei genitrix“
  - „Ne reminiscaris Domine“
  - „O adorandum sacramentum“
  - „O felix Anna“
  - „O magnum mysterium“
  - „Patefactae sunt januae caeli“
  - „Sit Trinitati sempiterna gloria“
  - „Surge, Petre“ (auch Jean Mouton und Philippe Verdelot zugeschrieben)
  - „Veni dilecta mea“ (= „In tua patientia“)
  - Veni electa mea (zur Hochzeit Karls V. mit Isabella von Portugal, 1526 in Sevilla)
  - „Venite ad me omnes“

- Einzelne Motetten in Sammeldrucken
  - „Ad te levavi oculos meos“ zu vier Stimmen (1539, auch Jean Richafort zugeschrieben)
  - „Angelus Domini ad pastores“ zu vier Stimmen (1529, auch Philippe Verdelot zugeschrieben)
  - „Aspice Domine in testamentum“zu fünf Stimmen (1538)
  - „Ave salus mundi“ zu sechs Stimmen (1539)
  - „Ave sanctissime Jesu Christe“ zu vier Stimmen (1538)
  - „Beatus vir qui non abiit“ zu sechs Stimmen (1539)
  - „Benedicta es caelorum regina“ zu sechs Stimmen (1564)
  - „Christe fili Dei“ zu vier Stimmen (1555)
  - „Descendi in hortum meum“ zu sechs Stimmen (1539)
  - „Domine quis habitabit“ zu fünf Stimmen (1556)
  - „Dulcis amica Dei“ zu vier Stimmen (1532)
  - „Duo rogavi te Domine“ zu sechs Stimmen (1539)
  - „Ego sum qui sum“ zu sechs Stimmen (1539)
  - „Egregie matyr Sebastiane“ zu fünf Stimmen (1523)
  - „Felix Austriae domus“ zu fünf Stimmen (1537, zur Krönung Ferdinands I. 1531)
  - „Gabriel nuntiavit Mariae“ zu fünf Stimmen (1538, auch D. Phinot zugeschrieben)
  - „Gaude mater ecclesia“ zu vier Stimmen (1538)
  - „Hic est discipulus“ zu fünf Stimmen (1538)
  - „Homo erat in Jerusalem“ zu vier Stimmen (1534)
  - „In illo tempore dixit Jesus“ / „Hic est panis“ zu fünf Stimmen (1538)
  - „In illo tempore intravit Jesus“ zu fünf Stimmen (1545)
  - „In illo tempore: Loquente Jesu“ zu sechs Stimmen (1539)
  - „In illo tempore dicebat Jesus“ / „Sed cum facis“ zu sechs Stimmen (1555, auch Petit Jean De Latre zugeschrieben)
  - „In patientia vestra“ zu vier Stimmen (1540)
  - „In te Domine speravi“ zu sechs Stimmen (1539)
  - „Media vita in morte sumus“ zu sechs Stimmen (1539)
  - „Musae Jovis“ zu sechs Stimmen (1545)
  - „O crux, spendidor“ zu sechs Stimmen (1539)
  - „Oculi omnium in te sperantium“ zu sechs Stimmen (1539)
  - „O Domine Jesu Christe“ zu sechs Stimmen (1539)
  - „O Jesu Christe“ zu acht Stimmen (1568, = „Que ne l’aymeroit“)
  - „O Jesu Christe succurre“ zu sechs Stimmen (1538)
  - „Omnis pulchritudo Domini“ zu sechs Stimmen (1555)
  - „O Rex gloriae“ zu sechs Stimmen (1539)
  - „Peccata mea, sicut sagittae“ zu sechs Stimmen (1549)
  - „Quem dicunt homines“ zu sechs Stimmen (1555)
  - „Qui colis Ausoniam“ zu sechs Stimmen (1549, anlässlich der Begegnung von Clemens VII. und Karl V. in Bologna 1533)
  - „Qui seminant in lachrymis“ zu vier Stimmen (1539)
  - „Regina caeli“ zu zwölf Stimmen (1534)
  - „Respice Domine“ zu fünf Stimmen (1538)
  - „Salvator mundi, salva nos“ zu sechs Stimmen (1535)
  - „Sancta et immaculata“ zu fünf Stimmen (1538)
  - „Sancta Maria, succurre miseris“ zu sechs Stimmen (1539; = „O Jesu Christe, succurre“)
  - „Sancta Johannes apostole“ zu vier Stimmen (1539)
  - „Si bona suscepimus“ zu sechs Stimmen (1539)
  - „Stabat autem Petrus“ zu fünf Stimmen (1557)
  - „Suscipe verbum, virgo Maria“ zu fünf Stimmen (1532)
  - „Tribulatio cordis mei“ zu fünf Stimmen (1538)
  - „Tulerurnt Dominum“ zu acht Stimmen (1552, = „Je prens congie“; auch Josquin zugeschrieben)
  - „Virgo sancta Catherina“ zu vier Stimmen (1534)
- Einzelne Motetten in Handschriften
  - „Constitues eos“ zu sechs Stimmen (teilweise Comprecht zugeschrieben)
  - „Ecce quam bonum“ zu vier Stimmen
  - „Emendemus in melius“ zu vier Stimmen
  - „In illo tempore pastores“ zu vier Stimmen
  - „In tua patientia“ (= „Veni dilecta mea“). zu fünf Stimmen, verloren
  - „Jubilate Dei omnis terra“ zu vier Stimmen
  - „Juravit Dominus“ (= „Caeciliam cantate pii“). zu fünf Stimmen, verloren
  - „Philippe qui videt me“ zu fünf Stimmen
  - „Regina caeli“ zu zehn Stimmen
  - „Speciosa facta es“ zu vier Stimmen
  - „Sustinuimus pacem“ (= „Je prens congie“). zu acht Stimmen
  - „Tota pulchra es“ zu sechs Stimmen
- Chansons in Sammeldrucken

- - „A bien grand tort“ zu vier Stimmen (1538)
  - „Alleluya my fault chanter“ zu vier Stimmen (ca. 1528)
  - „Amours vous me faictes“ zu vier Stimmen (1533)
  - „Amys souffrez“ zu fünf Stimmen (1550)
  - „A quoy tient-il“ zu vier Stimmen (1531)
  - „A traveil suis“ zu sechs Stimmen (1544)
  - „Aultre que vous“ zu vier Stimmen (1535)
  - „Ayme qui vouldra“ zu fünf Stimmen (1544)
  - „Celluy a qui mon cueur“ zu vier Stimmen (1535)
  - „Celluy qui est long“ zu drei Stimmen (1560)
  - „C’est à grand tort“ zu vier Stimmen (1544)
  - „Crainte et espoir“ zu vier Stimmen (1552)
  - „D’en prendre deux“ zu vier Stimmen (1557)
  - „D’estre amoureux“ zu vier Stimmen (1552)
  - „Dezilde al cavallero“, Canción zu fünf Stimmen (1556)
  - „Dieu me fault il“ zu fünf Stimmen (1550, auch Thomas Crécquillon zugeschrieben)
  - „En attendant l’espoir“ zu sechs Stimmen (1545)
  - „En aultre avoir“ zu vier Stimmen (1534)
  - „En douleur et tristesse“ zu sechs Stimmen (1550)
  - „En l’ombre d’ung buissonet“ zu sechs Stimmen (1540)
  - „Gris et tanne“ zu vier Stimmen (1530)
  - „Hors envieulx“ zu vier Stimmen (1536)
  - „Jamais je n’euz tant“ zu vier Stimmen (1534, auch Thomas Crécquillon zugeschrieben)
  - „J’ay congé prins“ zu vier Stimmen (1534)
  - „J’ay eu congé“ zu vier Stimmen (1544)
  - „J’aymeray qui m’aymera“ zu vier Stimmen (1533)
  - „Je ne scay pas“ zu fünf Stimmen (1544)
  - „Je suis trop jeunette“ zu fünf Stimmen (1550)
  - „Joyeulx vergier“ zu vier Stimmen (1544)
  - „Laine et travéil“ zu sechs Stimmen (?)
  - „Le bergier et la bergiere“ zu fünf Stimmen (1544)
  - „Mille regretz“ zu sechs Stimmen (1540)
  - „Mon coeur elist“ zu vier Stimmen (1541)
  - „Mon pensement ne gist“ zu vier Stimmen (1550)
  - „Mort et fortune“ zu vier Stimmen (1538)
  - „Nesse pas chose dure“ zu fünf Stimmen (1544)
  - „O doulx regretz“ zu vier Stimmen (1549)
  - „O malheureuse journee“ zu fünf Stimmen (1550)
  - „Or escoutez gentil veneurs“ zu vier Stimmen (1545; La chasse du lièvre)
  - „Or suis-je prins“ zu vier Stimmen (1544)
  - „Par ung regard“ zu drei Stimmen (1569)
  - „Pleust a Dieu quil fust“ zu drei Stimmen (1560)
  - „Pleust a Dieu“ zu sechs Stimmen (1544)
  - „Plus de Venus“ zu vier Stimmen (1552)
  - „Pour parvenir bon pied“ zu vier Stimmen (1543; auch Thomas Crécquillon zugeschrieben)
  - „Puis qu’ainsi est“ (I) zu vier Stimmen (1544)
  - „Puis qu’ainsi est“ (II) zu vier Stimmen (1544)
  - „Quant je suis au prez de mamye“ zu fünf Stimmen (1544)
  - „Qui ne l’aymeroit“ (= „O Jesu Christe“). zu acht Stimmen (1540)
  - „Raison le veult“ zu vier Stimmen (1549)
  - „Raison me dict“ zu vier Stimmen (1552)
  - „Raison requirt amour“ zu sechs Stimmen (1550)
  - „Regret ennuy traveil“ zu fünf Stimmen (1550; auch Thomas Crécquillon zugeschrieben)
  - „Resveillez vous cueurs endormis“ zu drei Stimmen (1545; Le chant des oyseaux)
  - „Secourez moy madame“ zu vier Stimmen (1544)
  - „Se dire je losoye“ zu fünf Stimmen (1544; auch Thomas Crécquillon zugeschrieben)
  - „Si le partir m’est dueil“ zu vier Stimmen (1544)
  - „Si le secours“ zu vier Stimmen (1544)
  - „S’io veggio sotto l’un e l’altro ciglio“, Madrigal zu sechs Stimmen (1541)
  - „Souffrir me convient“ zu fünf Stimmen (1544)
  - „Tant bien party“ zu drei Stimmen (1569)
  - „Tant de traveil“ zu vier Stimmen (1541)
  - „Tousiours souffrir“ zu fünf Stimmen (1550)
  - „Tous les regretz“ zu sechs Stimmen (1544)
  - „Triste départ m’avoit“ zu fünf Stimmen (1544; auch Ph. van Wilder zugeschrieben)
  - „Trop endurer“ zu fünf Stimmen (1550)
  - „Tu pers ton temps“ zu vier Stimmen (1535)
  - „Ung jour viendra“ zu fünf Stimmen (1543)
  - „Vous estes trop jeune“ zu vier Stimmen (1538)

- Handschriftlich überlieferte Chansons
  - „Amoureulx suis d’une plaisante brunette“ zu fünf Stimmen
  - „Au joly bois“ zu sechs Stimmen
  - „Changons propos“ zu sechs Stimmen
  - „En espoir d’avoir mieulx“ zu vier Stimmen
  - „Je prens congie“ zu acht Stimmen (= „Sustinuimus pacem“, „Tulerunt Dominum“)
  - „Jouyssance vous donneray“ zu sechs Stimmen
  - „Mon petit cueur“ zu sechs Stimmen
  - „Mon seul“ zu sieben Stimmen (textlos)
  - „Paine et travéil“ zu sechs Stimmen
  - „Plus en sera garde“ zu vier Stimmen
  - „Qui porra dire ou croire“ zu sechs Stimmen
  - „Si je ne my plains“ zu vier Stimmen
  - „Si mon traveil“ zu sechs Stimmen
- Werke zweifelhafter Echtheit
  - Missa „Fors seulement“ zu fünf Stimmen (teilweise H. Vinders zugeschrieben)
  - „Adversum me susurrabant“ zu vier Stimmen (teilweise E. Causin zugeschrieben)
  - „Alleluia. Spiritus Domini“ zu fünf Stimmen (teilweise N. des Celliers de Hesdin zugeschrieben)
  - „Cantibus organicis“ zu vier Stimmen (teilweise H. Naich zugeschrieben)
  - „Hodie Christus natus est“ zu fünf Stimmen (teilweise V. Ruffo zugeschrieben)
  - „Hodie in Jordane“ zu sechs Stimmen (teilweise Maistre Jhan zugeschrieben)
  - „Inclina Domine aurem tuam“ zu fünf Stimmen (teilweise Jacquet de Berchem zugeschrieben)
  - „Laqueus contritus est“ zu vier Stimmen (teilweise Jacobus Clemens non Papa zugeschrieben)
  - „Lauda Syon“ zu fünf Stimmen (= „Je ne me puis tenir d’aimer“; ed. Miguel de Fuenllana)
  - „Maria Magdalene et altera Maria“ zu fünf Stimmen (teilweise Pierre de Manchicourt zugeschrieben)
  - „Peto Domine et de vinculo“ zu fünf Stimmen (teilweise E. Causin zugeschrieben)
  - „Respice in me Deus“ (= „Je ne me puis tenir d’aimer“). zu fünf Stimmen
  - „Force sera sy de bref“ zu vier Stimmen (teilweise Thomas Crécquillon zugeschrieben)
  - „J’ay mis mon cueur“ zu acht Stimmen (Zuschreibung zu Gombert nicht sicher)
  - „Je ne me puis tenir d’aimer“ zu fünf Stimmen (teilweise Josquin oder Claudin de Sermisy zugeschrieben)
  - „Plaisir n’ay plus mais vis“ zu fünf Stimmen (teilweise Thomas Crécquillon zugeschrieben)